# 9756 Ezaki
A 9756 Ezaki (ideiglenes jelöléssel 1991 CC3) a Naprendszer kisbolygóövében található aszteroida. T. Seki fedezte fel 1991. február 12-én.